# 미츠다 켄
미츠다 켄(Ken Mitsuda, 1902년 4월 29일 ~ 1997년 11월 28일)은 일본의 배우, 일본의 성우이다.
도쿄에서 태어났으며 도쿄에서 사망하였다. 사인은 뇌졸중이다.

## 영화
- 붉은 수염 (1965년)
- 만지 (1964년)
- 아름다운 사기꾼들 (1964년)
- 나쁜 놈일 수록 잘 잔다 (1960년)
- 나라야마 부시코 (1958년)
- 산 자의 기록 (1955년)
- 산쇼다유 (1954년)
- 탁한 강 (1953년)
- 요츠야 괴담 2 (1949년)
- 요츠야 괴담 (1949년)
- 더 아미 (1944년)